# Colostygia aqueata
Colostygia aqueata är en fjärilsart som beskrevs av Jacob Hübner 1808. Colostygia aqueata ingår i släktet Colostygia och familjen mätare. Inga underarter finns listade i Catalogue of Life.

## Bildgalleri

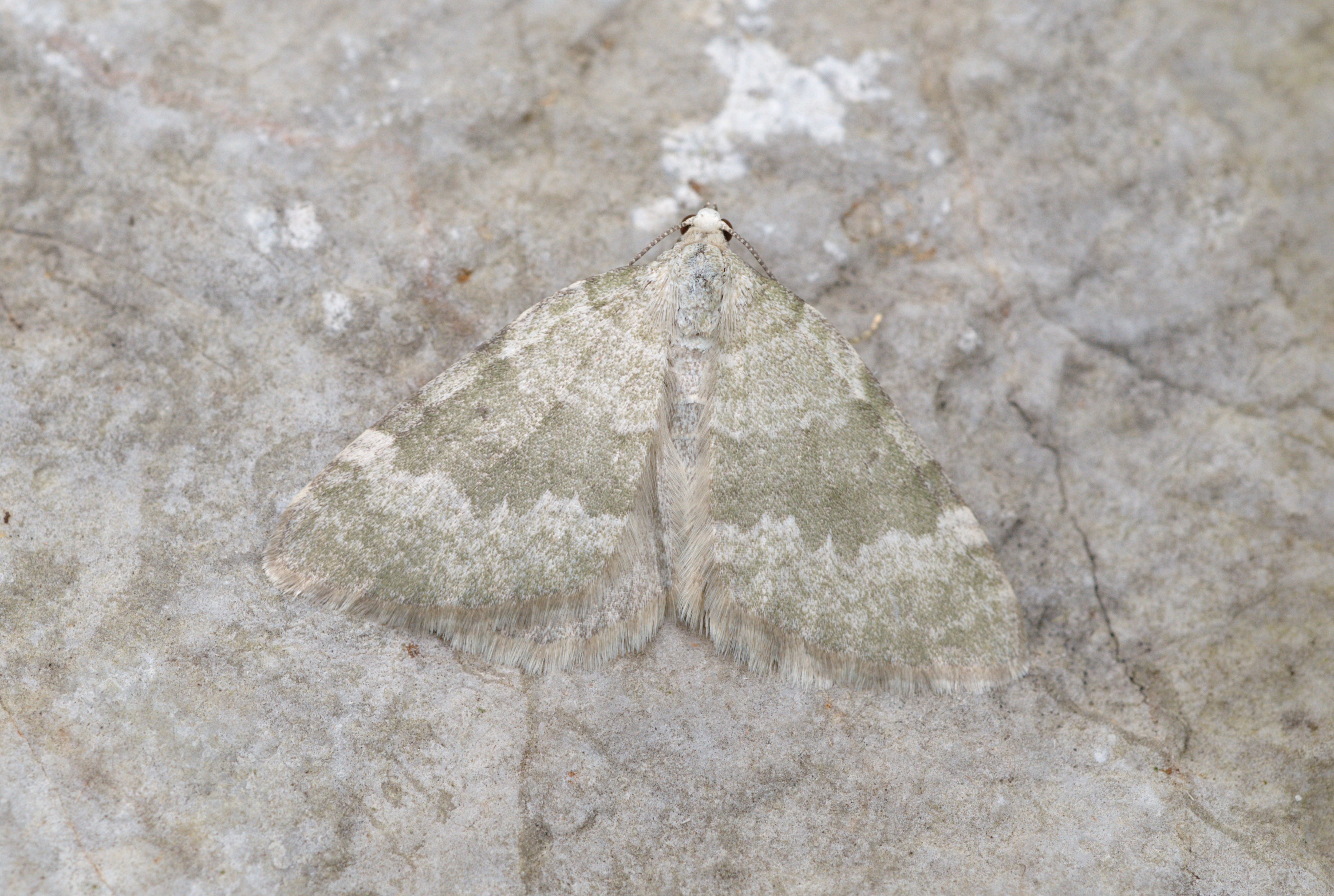